# Europastraße 40
Die Europastraße 40 (E 40) ist eine Europastraße, die sich in Ost-West-Richtung durch Mittel- und Osteuropa sowie Zentralasien erstreckt. Sie beginnt in Calais am Ärmelkanal (Frankreich) und endet in Ridder (Kasachstan) nahe der Grenze zu Russland. Die E 40 ist mit einer Länge von mehr als 8000 Kilometern die längste Europastraße.

## Allgemeines  und Geschichte
Im zentralasiatischen Teil – also in Russland, Usbekistan und Kasachstan – werden auch Bezeichnungen des Asiatischen Fernstraßen-Projekts verwendet. Diese sind der Asian Highway 8, der AH70, der AH63 und der AH6.
Unter www.via-regia.org können detaillierte Informationen über die Geschichte der E 40 abgerufen werden.

## Verlauf

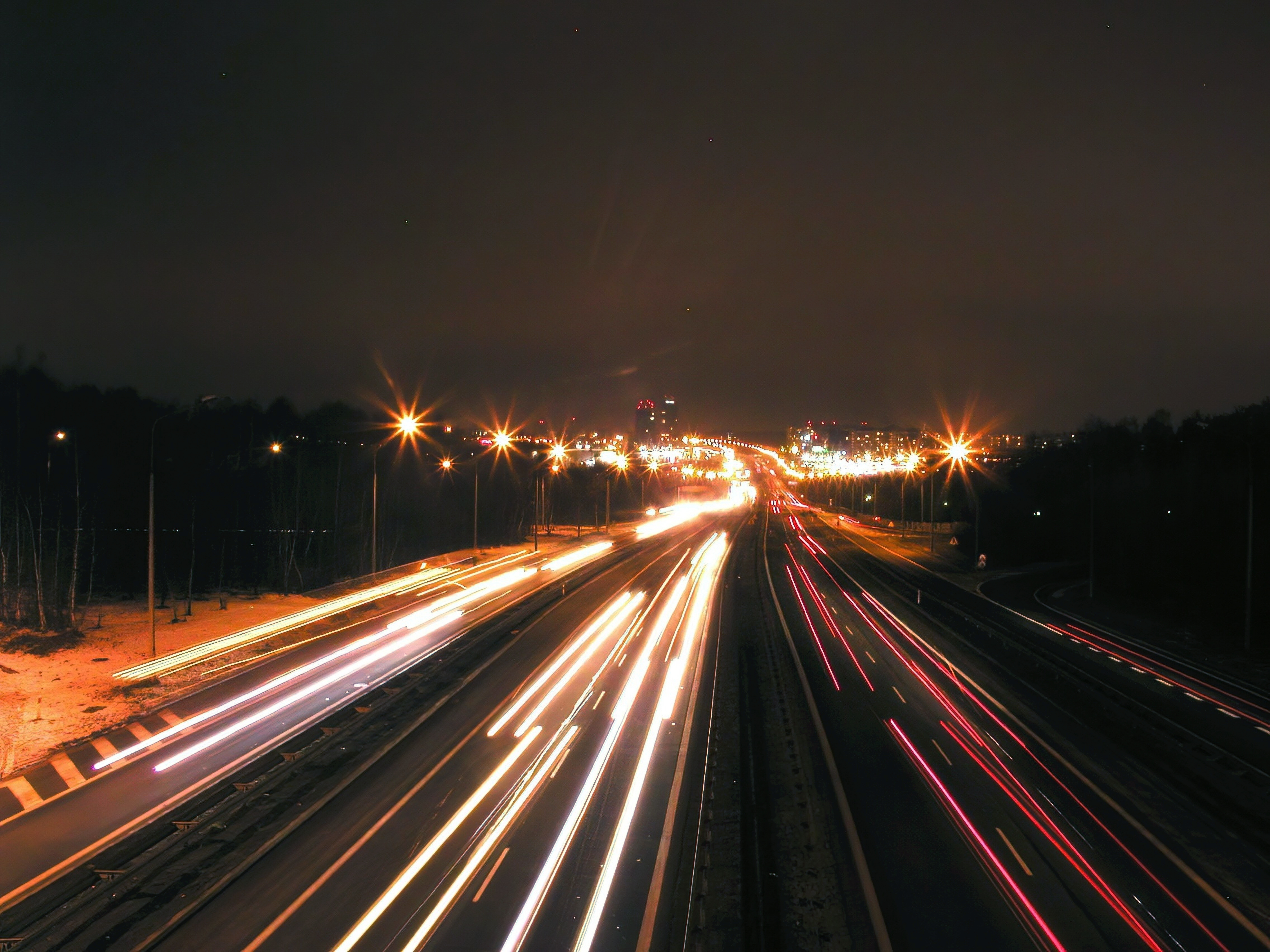
E 40 in Katowice

- Frankreich:
  - A16: Calais, Dunkerque (Dünkirchen)
- Belgien:
  - A18: Adinkerke, Veurne, Nieuwpoort, Jabbeke
  - A10: Jabbeke, Brügge, Gent, Aalst, Brüssel
  - R0: nördlich um Brüssel herum
  - A3: Brüssel, Löwen, Lüttich, Eupen

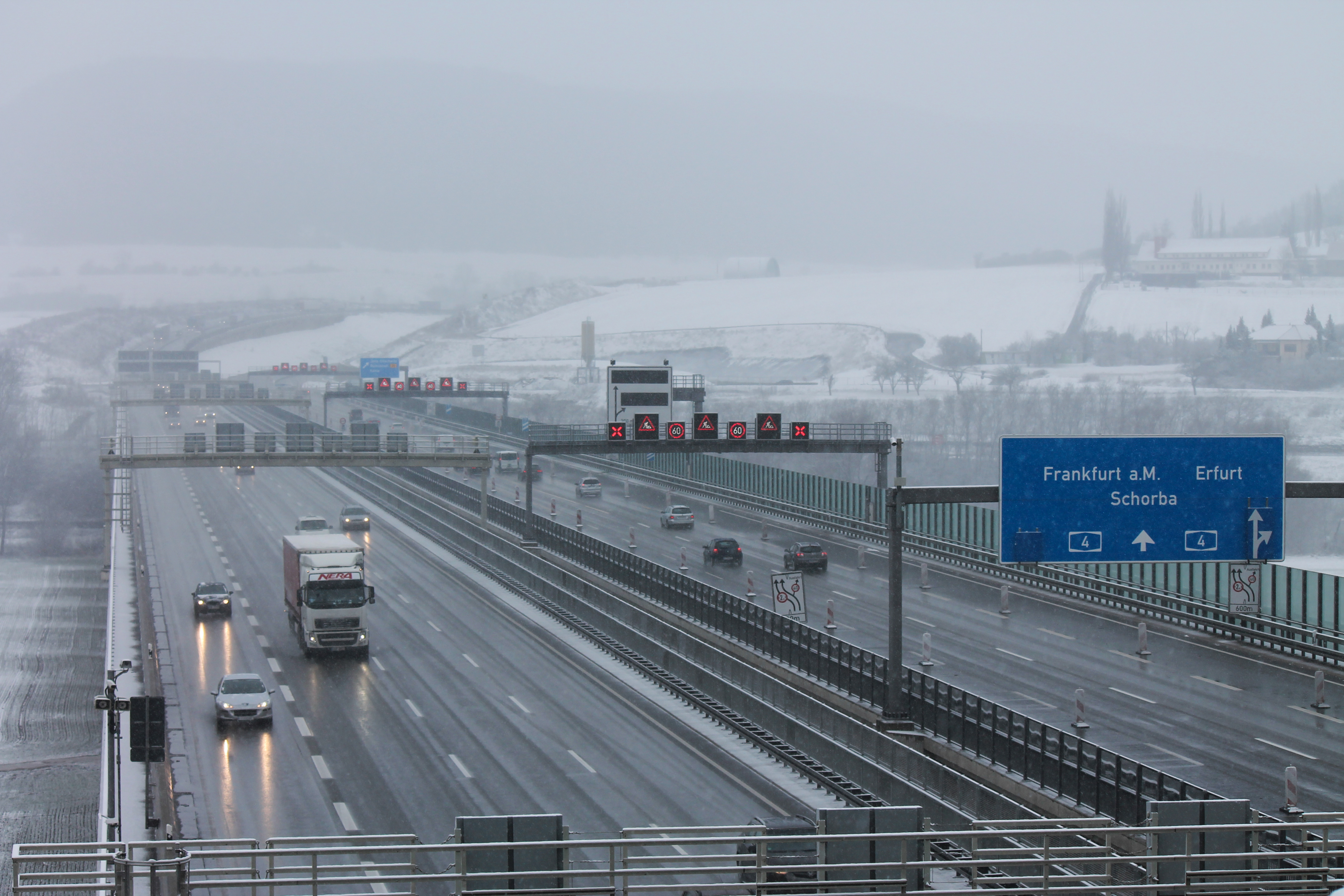
Dreispuriger Ausbau bei Jena

- Deutschland: Dreispuriger Ausbau bei Jena
  - Bundesautobahn 44: bis Aachen
  - A 4: Aachen bis Olpe
  - A 45: Olpe bis Autobahnanschlussstelle Wetzlar-Ost
  - B 49: Wetzlar-Ost bis Heuchelheim
  - B 429 und A 480: Gießener Ring nördlich um Gießen herum
  - A 5: Reiskirchener Dreieck bis Hattenbacher Dreieck
  - A 7: Hattenbacher Dreieck bis Kirchheimer Dreieck
  -  A 4: Kirchheim bis Görlitz

Sie verläuft von West nach Ost durch Nordrhein-Westfalen, Hessen, Thüringen und Sachsen. Sie folgt der Thüringer Städtekette und bildet die südliche Kante des Sachsendreiecks zwischen Dresden und Chemnitz. Sie befindet sich immer im nördlichen Teil der Mittelgebirgsschwelle oder teilweise am Übergang zum Norddeutschen Tiefland.
Mit der Bundesautobahn 3 (E 35), Bundesautobahn 7 (E 45) und der Bundesautobahn 13/Bundesautobahn 17 (E 55) besitzt sie in Deutschland Kreuzungspunkte mit anderen hochrangigen Europastraßen.
- Polen:  – 635 km
  - A4: Zgorzelec (Görlitz-Oststadt), Bolesławiec (Bunzlau), Wrocław (Breslau), Opole (Oppeln), Gliwice (Gleiwitz), Zabrze, Katowice (Kattowitz), Jaworzno, Kraków (Krakau), Tarnów (Tarnau), Rzeszów, Przeworsk, Korczowa

- Ukraine:  – 1.334 km
  - M 10: Krakowez (Krakowitz), Lwiw (Lemberg)
  - M 06: Lwiw (Lemberg), Riwne, Schytomyr, Kiew
  - M 03: Kiew, Poltawa, Charkiw, Isjum, Luhansk

- Russland:
  - A270: Nowoschachtinsk, Schachty
  - M4: Schachty, Kamensk-Schachtinski
  - R260: Kamensk-Schachtinski, Wolgograd
  - R22: Wolgograd, Astrachan
- Kasachstan: Atyrau

- Turkmenistan:
  - A381: Daşoguz
- Usbekistan:
  - A380: Urgentsch, Buchara
  - M37: Buchara, Samarkand

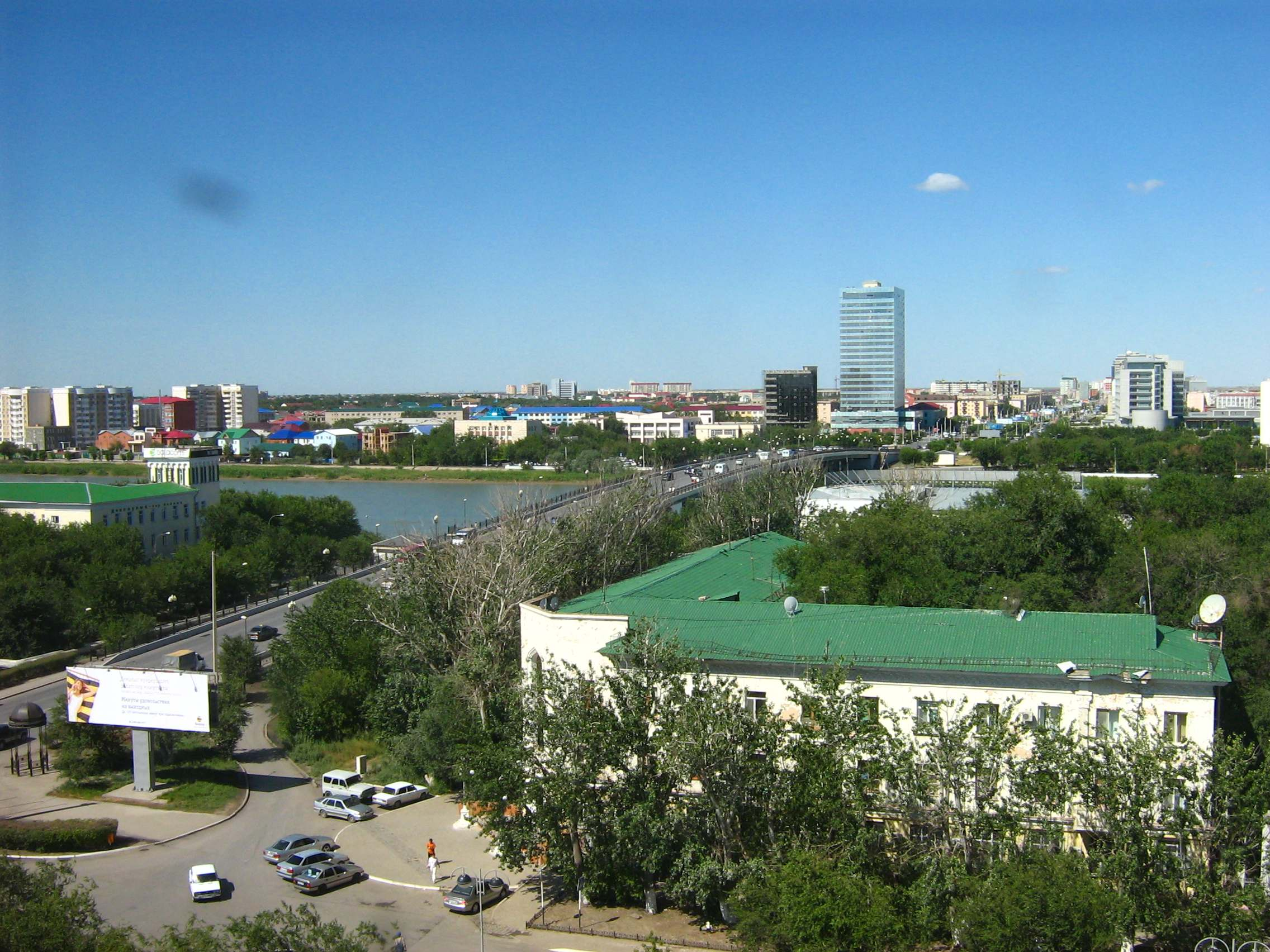
Die E 40 überquert die Grenze zwischen Europa und Asien auf der Brücke über den Ural in Atyrau

  - M39: Samarkand, kurzes Zwischenstück über kasachisches Gebiet, Taschkent
- Kasachstan:
  - M39: Shimkent, Taraz
- Kirgisistan:
  - M39: Bischkek
- Kasachstan:
  - M33: Qordai, Almaty,
  - Taldyqorghan, Üscharal, Öskemen, Ridder

## Besonderheiten
Zwischen Radymno (Polen) und Lemberg (Ukraine) teilt sich der Verlauf der E40 auf:
- entlang der DK4/M10: Radymno – Korczowa/Krakowez – Lemberg
- entlang der DK77/M11: Radymno – Przemyśl – Medyka/Mostyska – Lemberg

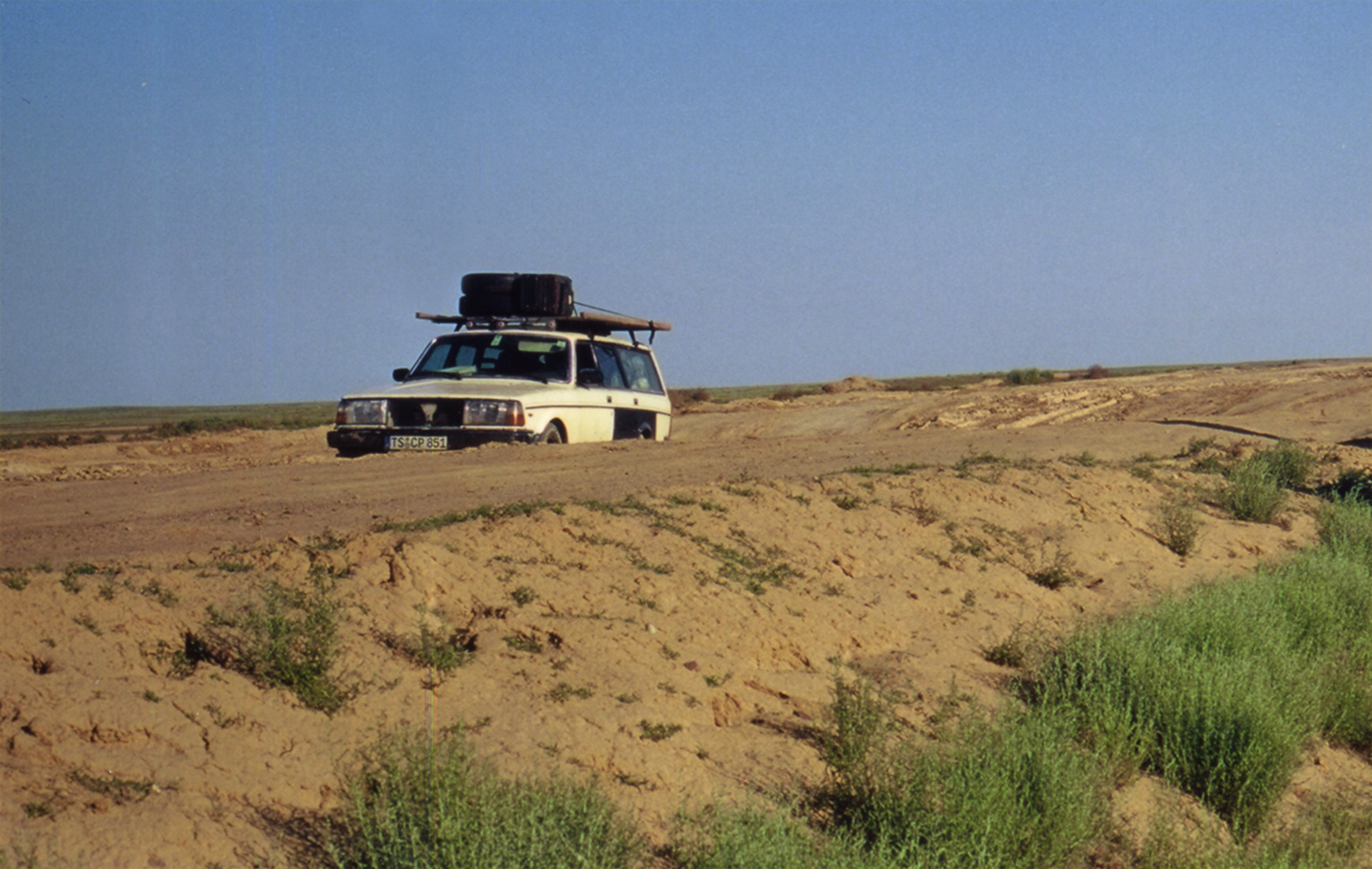
„Schlagloch“ auf der Strecke Maqat–Beineu

In den östlichen Gebieten ist der Ausbauzustand teilweise sehr gering – während bis hinter Atyrau in Kasachstan die Straße immerhin durchgehend asphaltiert ist, existiert sie ab Maqat Richtung Südosten nur noch als Kiesstraße und ab Beineu nach dem Abzweig der Strecke Richtung Aqtau nur noch nominell mit dem Ausbaustatus „unbefestigte Piste“. Diese kann bei guten Bedingungen von Allradfahrzeugen benutzt werden, ansonsten empfiehlt sich für diesen etwa 400 Kilometer langen Abschnitt zwischen Kaspischem Meer und Aralsee hindurch der Eisenbahntransport. Ab Kunghirat ist die Fahrbahn wieder asphaltiert.
Entlang der E 40 befinden sich auch – auf Grund der Länge der Straße – vergleichsweise viele Stätten des Welterbes und Stätten, die europaweit von geschichtlicher Bedeutung sind, unter anderem:
- Altstadt von Brügge
- Beginenhöfe von Brügge, Gent und Löwen
- Grand-Place/Grote Markt in Brüssel
- Aachener Dom
- Kölner Dom
- Wilhelmsturm (Dillenburg)
- Wetzlarer Dom
- Historische Altstadt Wetzlar
- Stiftsruine Bad Hersfeld
- Wartburg
- Das Klassische Weimar
- Die Bauhaus-Stätten in Weimar
- Fürst-Pückler-Park Bad Muskau (Deutschland und Polen)
- Altstadt Görlitz
- Friedenskirche in Jauer und Friedenskirche in Schweidnitz (Polen)
- Jahrhunderthalle in Breslau
- KZ Auschwitz-Birkenau
- Altstadt von Krakau und Salzbergwerk von Wieliczka
- Altstadt von Lemberg
- Kiewer Sophienkathedrale und Kiewer Höhlenkloster
- Altstadt von Buchara
- Altstadt von Samarkand